# Kōshirō Onchi
Pour les articles homonymes, voir Onchi.
Kōshirō Onchi (恩地 孝四郎, Onchi Kōshirō) est un peintre et photographe japonais des XIXe et XXe siècles, né le 2 juillet 1891, décédé le 3 juin 1955 à Tokyo.

## Biographie
Graveur figuratif, Kōshirō Onchi a une forte tendance pour l'abstrait. Élève de l'École des beaux-arts de Tokyo, où il étudie la peinture occidentale et la sculpture. Dès 1913, il se consacre à l'estampe. En 1918, il crée l'Association Japonaise pour la réalisation d'estampes, qui prône le contrôle par l'artiste de toutes les phases successives de la fabrication. Après 1945, il contribue au développement de l'estampe abstraite au Japon, qui est représentée à la Biennale de São Paulo de 1951. 

## Auteur et poète
Il est aussi poète et publie la revue de poésie Kanjō (Sentiments), la revue d'art Naizai (Immanence). Il est l'auteur du traité L'Estampe japonaise contemporaine. Collectivement avec deux camarades, en 1914, il publie Getsuei (reflet de lune), revue d'estampes et de poésie en sept livraisons. À partir de 1918, il évolue, presque définitivement, à une abstraction influencée par Kandinsky: les Peintures lyriques, auxquelles il attribue souvent des titres en relation avec des œuvres musicales modernes.

## Photographe
À partir de 1932, Onchi s'intéresse également à la photographie ; il représente des plantes, des animaux et des objets, et crée également des photogrammes. 